# Yucheng
Yucheng (禹城市S, YǔchéngP) è una città-contea della Cina, situata nella provincia dello Shandong e amministrata dalla prefettura di Dezhou.